# Meridian Airways
Meridian Airways este o companie aeriană înregistrată cu sediul la Aeroportul Internațional Kotoka din Accra. Principalul hub se află la Aeroportul Internațional Ostend-Bruges din Belgia. Compania a început operațiunile în calitate de Air Charter Express în 2007, cu un Douglas DC-8. În prezent aceasta efectuează zboruri charter marfare din aeroportul Ostend către Orientul Mijlociu cu ajutorul a două aeronave DC-8, de asemenea, zboruri charter pentru Ministerul britanic al Apărării de la RAF Lyneham. 
Pe parcursul anului 2009, Air Charter Express a fost redenumit în Meridian Airways.. Meridian Airways este una dintre companiile aeriene marfare mijlocii cu cea mai rapidă creștere la nivel global. Compania operează în peste 50 de destinații din întreaga lume și transportă o gamă diversă de mărfuri.